# Amerikanische Kunst des 20. Jahrhunderts (Ausstellung)
Amerikanische Kunst des 20. Jahrhunderts war eine Ausstellung, die vom 8. Mai bis 25. Juli 1993 im Martin-Gropius-Bau im Berliner Ortsteil Kreuzberg stattfand. Gezeigt wurden 252 Gemälde und Plastiken von 66 Künstlern, die den Aufstieg der amerikanischen Moderne und die Loslösung von der europäischen Kunst dokumentieren sollten. Den Ausgangspunkt bildete die legendäre Armory Show von 1913 in New York mit Bildern von Marsden Hartley und Stuart Davis. Einen besonderen Platz im Lichthof des Museums erhielten u. a. die Plastiken von David Smith und das Werk Mural (1943) von Jackson Pollock auf einer sechs Meter langen Leinwand.
Des Weiteren war die Ausstellung vom 16. September bis 12. Dezember 1993 in der Royal Academy of Arts in London zu sehen.

## Beteiligte Künstler (Auswahl)
Stuart Davis, Arthur Dove, Marcel Duchamp, Marsden Hartley, Edward Hopper, Georgia O’Keeffe, Willem de Kooning, Barnett Newman, Jackson Pollock, Man Ray, Mark Rothko, Charles Sheeler, David Smith, Joseph Stella